# شیخ مفید
مُحمّد بن مُحمّد بن نُعمان (۹۴۸–۱۰۲۲م) (ذیقعده ۳۳۶ ق در عراق - ۳ رمضان ۴۱۳ بغداد) ملقب به شیخ مُفید و معروف به ابن المعلّم، فقیه و متکلم و از علمای برجستهٔ شیعهٔ سدهٔ ۴ هجری قمری بود که مکتب کلامی شیعه را توسعه داد.
مفید کسی بود که ضرورت وجود امام در هر عصر و عصمت امام و نص را برای فرقه‌های امامیه تعریف کرد. مفید منکرین امامت را کافر می‌دانست.

## شرایط تاریخی
سدهٔ چهارم تاریخ اسلام سدهٔ شکوفایی علمی است، که هم‌زمان با استقرار دولت آل بویه در بغداد است. در این دوران دانش‌های مختلفی بالیدن گرفتند و کتاب‌های گوناگونی در بیشتر شاخه‌های علمی نگاشته شد. بسیاری از حکومت‌ها همچون آل بویه در ایران و عراق، سامانیان در خراسان و ترکستان و ماوراالنهر، زیاریان در طبرستان، و دیگر دولت‌های اسلامی در رشد و شکوفایی دانش نقش گسترده‌ای داشتند. در این دوران بغداد مرکز علمی جهان اسلام لقب گرفت و در قلمرو دولت‌های اسلامی دانشمندان و اندیشمندان برجسته‌ای در حوزه‌های علمی مختلف ظهور کردند. عضدالدوله دیلمی نقش مهمی در این شکوفایی داشته است. وی به‌عنوان سلطان دانشمند آل بویه، پایه‌گذار کتابخانهٔ گران‌قیمتی به نام عضدالدوله در شیراز و کتابخانهٔ صاحب ابن عباد و ابن عمید در ری، مشهور است. وزیر آل بویه، شخصی به نام شاپور ابن اردشیر، در سال ۳۸۱ کتابخانهٔ بزرگی به نام دارالعلم بنا می‌کند که پس از مرگ وی ادارهٔ آن به‌دست شیخ مفید می‌افتد. اهمیت تاریخی این دوره از آن روست که به دلیل روی کار آمدن دولت‌های شیعی مستقل، همچون آل بویه در ایران، شیعیان توانستند عقیده‌های خود را تا حدود بسیاری به‌صورت آزاد بیان کنند.

## زندگی

### نام و نسب
ذهبی در کتاب العبر دربارهٔ مفید نوشته است که ابو عبدالله محمد بن محمد بن نعمان بغدادی کرخی، دانشمند شیعی و مؤلف چند کتاب است. از این عبارات بر می‌آید نام وی همان ابو عبدالله محمد ابن محمد بن نعمان است و به القابی همچون ابن المعلم، ابن العلم نیز نامبردار است. العکبری نیز که در انتهای نام وی دیده می‌شود حاکی از محلی است که وی در آن زاده شده است.
نجاشی، از رجال‌نویسان مشهور و یکی از شاگردان مفید، دربارهٔ نسب وی چنین آورده است:
«محمد ابن محمد ابن نعمان بن عبدالسلام بن جابر بن نعمان بن سعید بن جبیر بن وهیب ابن هلال ابن اوس بن سنان بن عبدالدار ابن الریان بن قطر بن زیاد بن الحارث بن مالک بن ربیعه بن کعب بن الحارث بن کعب بن یعرب ابن قحطان.
نسب خانوادگی وی به اعراب اصیل قحطانی از طایفه حارث بن مالک و نیز از قبیل حارث ابن کعب بوده و ملقب به حارثی است. نیای پنجم وی سعید ابن جبیر نام دارد که به نظر برخی همچون شبیری غیر از سعید ابن جبیر تابعی است که از دانشمندان آزاده بوده است.»

### لقب مفید
به گفتهٔ شوشتری و خوانساری، لقب مفید از جانب رمانی به شیخ نعمان داده شده است. البته برخی از اقوال دیگر، لقب مفید را برخاسته از گفتگوی علمی میان ابو نعمان و قاضی عبدالجبار می‌دانند. برخی چون ابن شهر آشوب بر این باورند که لقب مفید از جانب امام غایب به وی داده شده است. امام غایب شیعیان در نامه‌ای ابن نعمان را به این لقب خوانده است. مک درموت معنای مفید را سودمند برای امام غائب و آموزنده و فایده‌رسان برای شاگردانش می‌داند.
برخی گفته‌اند لقب «مفید» را علی بن عیسی معتزلی در عهد جوانی، در نتیجهٔ مباحثه با وی به او داد.

### احترام دیگران نسبت به او
او مورد تحسین و احترام بزرگان اهل تسنن از قبیل، ابن حجر عسقلانی، ابن عماد حنبلی، شافعی، فقیه کاوان، ملا اسعد دزلی، زاهد دوره په‌مان و دیگران بود. شیخ طوسی دربارهٔ او در الفهرست می‌نویسد:
«محمد بن محمد بن نعمان، معروف به ابن المعلم (ابوالعلی معری این لقب را به وی داده)، از متکلمان امامیه است. درعصر خویش ریاست و مرجعیت شیعه به او منتهی گردید. در فقه و کلام بر هر کس دیگر مقدم بود. حافظه خوب و ذهن دقیق داشت و در پاسخ به سؤالات حاضرجواب بود. او در بین دانشمندان جهان اسلام دارای جایگاهی بسیار بالا و در علم تاریخ صاحب معتبرترین کتاب‌هاست! او بیش از ۲۰۰ جلد کتاب کوچک و بزرگ دارد.»
در تاریخ بغداد، خطیب بغدادی در باب شیخ مفید می‌گوید وی شیخ رافضیان و در تعلیم اندیشهٔ آن‌ها بسیار ماهر بود و چندین کتاب در دفاع از اصول عقاید رافضیان نگاشته است.
ابن ندیم، بیان می‌کند: «ابن المعلم، ابوعبدالله، در زمان ما رهبری متکلمان شیعه با اوست. وی در ترکیب کلام بنابر اعتقاد همکاران خود برجسته است و عقل نکته‌سنج و قدرت نفوذ فراوان دارد. من با او ملاقات کرده‌ام و او را بسیار روشن دیده‌ام.»
مناظرات مفید با قاضی عبدالجبار رئیس فرقه معتزله بغداد و قاضی ابوبکر باقلانی رئیس اشاعره معروف بود.
پس از مرگ هشتادهزار تن از شیعیان او را تشییع کردند و سید مرتضی علم‌الهدی بر او نماز گزارد و در پایین پای محمد بن علی التقی (پیشوای نهم شیعیان) و استادش ابن قولویه مدفون گردید.

## استادان
در علم کلام: طاهر غلام ابی الحبیش و ابوالحسین علی ابن عبدالله بن وصیف (ناشی اصغر)
در علم حدیث: علی ابن محمد الرفاع و ابو جعفر ابن قولویه و شیخ صدوق

## شاگردان
معروفترین شاگردان او عبارتند از:
- سید مرتضی
- سید رضی
- شیخ طوسی

## تأثیرها

### در مورد امامت
مفید فرقه‌های امامیه را قائلین به وجوب امامت و عصمت و نص (اینکه امامت توسط متون مقدس ذکر شده است) تعریف کرد. او بر این باور بود که امامان بر همهٔ انبیا، به استثنای محمد، برتری دارند. از نظر مفید، امامان می‌توانند در اجرای احکام، مجازات‌ها، و تربیت بشر جای پیامبران را بگیرند.

### نوآوری در فقه شیعه[۱۲]

#### در مبانی فقه
یکی از تأثیرهای مهم وی، توجه به منبع اجماع است.

#### در آرای فقهی
پیش از وی پر از رویکردهای مخالف با اجماع و شهرت و روایات علاجیه بوده است. شیخ مفید با رویکردی گسترده‌تر توانست نظر و رویکردی دیگر در این زمینه در پیش گیرد. از جمله این موارد می‌توان به باطل شدن وضو در حالت خواب نشسته، مستحب دانستن غسل احرام و غیره اشاره کرد. به‌طوری‌که پیش از وی به شهرت و اجماع توجه نمی‌شده است، ولی پس از وی به شهرت و اجماع توجه فراوانی می‌شود. بسیاری از فتواهای نادر در آرای فقهیان شیعه پیش از وی همچون ابن عقیل، الناصر و شیخ صدوق به سبب مخالفت با اجماع مطرح شده‌اند؛ آرایی همچون جایز بودن وضو و غسل با گلاب، جایز نبودن پرداخت زکات به همسر و غیره. فاضل استرآبادی معتقد است که استناد به شهرت و اجماع از آرای ابتکاری شیخ مفید است، چنان‌که در فتواهای شیخ مفید هیچ‌گونه نظری که مخالف با شهرت و اجماع باشد دیده نمی‌شود. استفاده از دلیل‌های عقلی از دیگر اثرگذاری‌های وی است. چنان‌که پس از وی از عقل به عنوان یکی از منابع حکم شرعی در فقه شیعه یاد شده است.
از دیگر اثرگذاری‌های وی می‌توان به بحث مرجحات متعارضین یا برتری‌دهنده‌های روایت‌های متعارض اشاره کرد که بر اساس معیارهایی چون درستی سند حدیث، هماهنگی با مشهور و اجماع و ناسازگاری با عامه، روایتی بر دیگر روایات ترجیح و برتری داده می‌شد.

#### در آموزش فقه
تا پیش از وی شیوه آموزش فقه به صورت کلاسیک و سازمان یافته مطرح نبوده است و عمدتاً مبتنی بر برگزاری کلاس‌های نقل متون حدیث بوده است. سازمان یافتگی، به مشهور شدن شیخ مفید و فقیهان بعد از وی و تضارب آراء میان آن‌ها کمک شایانی کرده است.

#### همکاری با سلطان
به گفتهٔ احمد پاکتچی در دائرةالمعارف بزرگ اسلامی، مسئلهٔ همکاری با سلطان، که در آن دوره مسئله‌ای رایج در محافل امامیه بوده است نزد شیخ مفید در برخی یادداشت‌هایش در کتاب المقنعه دلالت بر نگاهی نو به حیات سیاسی امامیه می‌کند به گونه‌ای که می‌توان گفت نوعی از ولایت فقیه در این نگرش تبلور دارد.

### آرای کلامی
شیخ مفید برخلاف نظر اکثر متکلمان امامیه، که معتقد بودند ارادهٔ خدا همان علم به اصلح و ذات است و جز این چیزی را برای خدا اثبات نمی‌کند، بر این باور بود که صفت اراده صفت ذات نیست بلکه صفت فعل است و این نظر را از طریق روایات مستند کرد. خلاصهٔ بیان شیخ مفید چنین است:
«ارادهٔ خداوند نفس فعل است، و در بندگان اراده به معنی ضمیر و حالتی است که بعد از تصور فعل تصدیق به فایده و ملایمت آن با غرایز و طبایع و سنجش سود و زیان، و تصدیق برجحان کفّهٔ سود بر زیان و اشتیاق و علاقهٔ مفرط، در نفس انسان حاصل می‌شود که موجب رجحان طرف وجود فعل نسبت به عدمش می‌گردد، و در نتیجه، قدرت به ضمیمهٔ اراده و اختیار، اعطاء ضرورت، به وجود فعلی نموده، آن فعل موجود می‌شود؛ و اگر خواسته باشیم همان حالت که در انسان بعد از مقدمات مزبور، وجود پیدا می‌کند را برای خداوند قائل شویم ناچار باید حدوث آن حالت را قبول کنیم و لازم می‌شود که خداوند دارای صفت حادث و محل حوادث باشد. پس ارادهٔ خداوند همان فعل اوست و لاغیر. روایاتی که از معصوم رسیده این عقیده را صریحاً اثبات می‌کند؛ مثلاً روایتی که صدوق در کتاب توحید و عیون اخبار الرضا، از صفوان بن یحیی نقل می‌کند. صفوان می‌گوید به حضرت رضا گفتم که خبر ده مرا از ارادهٔ خدای عز وجل بندگان، فرمود ارادهٔ مخلوق عبارت از ضمیر است ولی ارادهٔ خالق احداث و ایجاد اوست لاغیر؛ چه خداوند تأمل و فکر و تصمیم و قصد ندارد و این صفات از صفات ممکنات و از ساحت خداوند منتفی می‌باشد.» (با تصرف)

## آثار
«شیخ مفید» از دانشمندان جهان اسلام است که با پایه‌گذاری اندیشهٔ کلام شیعه در عرصه‌های علمی، فکری و فرهنگی مسلمانان تأثیر بسیار شگرفی نهاد و راهگشای دانش‌پژوهان و اندیشمندان بسیاری شد. شیخ نجاشی، که از شاگردان اوست، در کتاب رجال خود ۱۷۱ اثر او را نام برده است. مارتین مک درموت تعداد ۱۷۲ عنوان از آثار وی را در کتاب خود ذکر کرده است.
برخی از آثار او عبارتند از:
علم کلام و عقاید
- '' اوائل المقالات فی المذاهب و المختارات ''

کتابی نوشته شیخ مفید در زمینه علم کلام است. این کتاب به پیشنهاد فردی به نام سید نقیب نوشته شده است. احتمال قوی‌تر آن است که کتاب به پیشنهاد سید رضی نوشته شده باشد. این کتاب به موضوعات کلامی می‌پردازد که مورد اختلاف اهل سنت و شیعه است. همچنین در آن به اختلاف نظرهای شیعهٔ دوازده امامی با دیگر شاخه‌های شیعی، همچون زیدیه، نیز اشاره شده است. در این کتاب ۱۷۶ مسئله مطرح شده است. برخی از مباحث این کتاب به صورت زیر هستند:
کتاب به پنج بخش تقسیم شده است که عبارتند از:
1. بخش اول: توضیح معنای شیعه و معتزله و منشأ آن‌ها
2. بخش دوم: تفاوت اصلی امامیه با دیگر فرق شیعه
3. یخش سوم:توضیح تفاوت‌های امامیه و معتزله
4. بخش چهارم:گزارشی از ماثورات امامیه
5. بخش پنجم:چند مسئله عقلی[۱۹]

- شرح عقاید صدوق
- اجوبه المسائل السرویه
- نکت الاعتقادیه

علامه زنجانی در دیباچه‌ای که در وصف این کتاب نگاشته است بر این باور است که شیخ مفید این کتاب را برای شیعه‌شناسی و تمایز شیعه از دیگر فرقه‌های کلامی به خصوص معتزله و فرق منشعب از شیعه همچون زیدیه به رشتهٔ تحریر درآورده است. چنان‌که در باب نخست پس از ایضاح معنای شیعه در لغت و اصطلاح، و نیز معتزله، باب مستقلی را اختصاص داده است.
فقه
- المقنعه
- الاعلام
- المسائل الصاغانیه
- جوابات اهل الموصل فی العدد الرویه
- جواب اهل الرقه فی الاهله و العدد

اخلاق اسلامی و حدیث
- الامالی

غیبت
- الفصول العشره فی الغیبه
- الجوابات فی الخروج المهدی (عج

دیگر آثار
- الجمل،النصره فی حرب البصره
- الفرائض
- الکلام فی دلائل القرآن
- وجوه اعجاز القرآن
- النصرة فی فضل القرآن
- البیان فی تألیف القرآن
- الافصاح
- الایضاح
- الارکان
- الارشاد العیون

## ارجاعات
1. 1 2  McDermott, Martin J. (1978). The Theology of Al-Shaikh Al-Mufīd. Dar el-Machreq éditeurs. ISBN 978-2-7214-5601-4.
2. ↑  أوائل المقالات - شیخ مفید - صفحة ٤٤.
3. 1 2  سید محمدجواد شبیری، ناگفته‌هایی از حیات شیخ مفید به استقبال هزاره مفید، (نشریه): نور علم 1368 شماره 33، صص 133-134
4. 1 2  http://www.ensani.ir/storage/Files/20101115101211-321.pdf
5. ↑  http://referenceworks.brillonline.com/entries/encyclopaedia-of-islam-2/al-mufid-SIM_5316?s.num=0&s.f.s2_parent=s.f.book.encyclopaedia-of-islam-2&s.q=Al+Mufid
6. ↑  مکدرموت ۱۳۶۳، صص. ۱۴–۱۳.
7. 1 2 3 4  «شیخ مفید». کتابخانه طهور.[پیوند مرده][پیوند مرده]
8. 1 2  عقیقی بخشایشی، فقهای نامدار شیعه، وبگاه حوزه
9. 1 2  مکدرموت ۱۳۶۳، صص. ۹–۱۲.
10. ↑  مکدرموت ۱۳۶۳، ص. ۱۵.
11. ↑  مکدرموت ۱۳۶۳، ص. ۱۶.
12. ↑  استرآبادی ۱۳۸۵، ص. ۱۰.
13. 1 2 3  استرآبادی ۱۳۸۵.
14. ↑  استرآبادی ۱۳۸۵، ص. ۲۹.
15. ↑  https://www.cgie.org.ir/fa/publication/entryview/4697
16. ↑  علم کلام، جلد اول، در اثبات صانع و صفات جمال و جلالش بمنطق وحی، فلاسفه شرق و غرب و متکلمان و بحث و انتقاد از فلسفه ماتریالیسم دیلکتیک، سید احمد صفایی،انتشارات دانشگاه تهران چ دوم، تهران 1345ش، ص 238
17. ↑  شیخ مفید؛ بزرگ متکلم شیعه، خبرگزاری جمهوری اسلامی (ایرنا) http://www.irna.ir
18. ↑  http://www.iranicaonline.org/articles/bibliographies-iia
19. ↑  «نسخه آرشیو شده». بایگانی‌شده از اصلی در ۱۶ نوامبر ۲۰۱۶. دریافت‌شده در ۲۲ نوامبر ۲۰۱۶.
20. ↑  مقدمه و تعلیقه شیخ فضل‌الله زنجانی بر کتاب اوائل المقالات، زبان عربی مکتبه سروش تبریز،1323ش، ص 20